# 1,5-cicloottadiene
L'1,5-cicloottadiene è un composto organico di formula C8H12. Il nome viene generalmente abbreviato come COD o cod. È un diene ciclico; i due doppi legami hanno entrambi configurazione cis. Viene usato come utile precursore per altri composti organici, e anche come legante in chimica metallorganica. In condizioni normali è un liquido incolore.

## Sintesi
Il COD si può preparare per dimerizzazione del butadiene in presenza di un catalizzatore di nichel. Come prodotto indesiderato si forma anche vinilcicloesene. Nel 2005 ne sono state prodotte circa 10000 tonnellate.

## Reazioni organiche
Il COD reagisce con il borano per formare il dimero 9-borabiciclo[3.3.1]nonano, noto comunemente come 9-BBN, un reagente usato in chimica organica per condurre idroborazioni:
Il COD addiziona SCl2 o reagenti simili per formare il 2,6-dicloro-9-tiabiciclo[3.3.1]nonano:
Il dicloruro formato si può trasformare nel diazide o diciano derivato con una sostituzione nucleofila facilitata dalla presenza dell'atomo di zolfo.

## Reattività come legante
In genere il COD si lega a metalli in basso stato di ossidazione utilizzando entrambi i doppi legami. Il complesso Ni(COD)2 è un precursore per vari complessi di nichel(0) e nichel(II). I complessi metallici con il COD sono interessanti perché sono abbastanza stabili da essere isolati, e spesso sono più stabili dei corrispondenti complessi di etilene. La stabilità dei complessi contenenti COD è attribuibile all'effetto della chelazione. I leganti COD possono essere facilmente sostituiti da altri leganti, come ad esempio da fosfine.

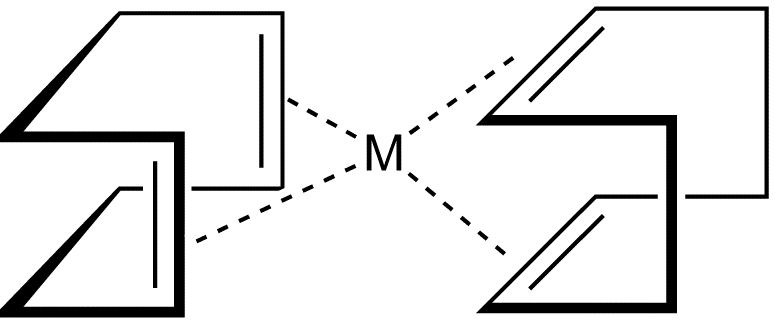
Struttura dei complessi M(COD)_{2} quando M = Ni, Pd, Pt.

Ad esempio, Ni(COD)2 si ottiene per riduzione di acetilacetonato di nichel anidro in presenza di COD, usando trietilalluminio:
1/3[Ni(C5H7O2)2]3  +  2COD  +  2Al(C2H5)3  →  Ni(COD)2  +  2Al(C2H5)2(C5H7O2)  +  C2H4  +  C2H6
L'analogo composto Pt(COD)2 si prepara in modo più tortuoso con dilitio cicloottatetraene:
Li2C8H8  +  PtCl2(COD)  +  3C7H10 → [Pt(C7H10)3] +  2LiCl  +  C8H8  +  C8H12
Pt(C7H10)3 + 2COD  →  Pt(COD)2  +  3C7H10
I complessi di COD sono stati ampiamente studiati; molte ricerche sono descritte nei volumi 25, 26 e 28 della rivista Inorganic Syntheses. Il complesso di platino è stato usato in molte sintesi; ad esempio:
Pt(COD)2  +  3C2H4  →  Pt(C2H4)3  +  2COD
I complessi di COD sono utili come materiali di partenza per altre sintesi; ad esempio:
Ni(COD)2  +  4CO(g) {\displaystyle \rightleftharpoons } Ni(CO)4  +  2COD
Il prodotto Ni(CO)4 è molto tossico, e quindi è più conveniente generarlo nel recipiente di reazione anziché aggiungerlo dall'esterno.
Altri complessi del COD con metalli in basso stato di ossidazione sono ad esempio Mo(CO)4(COD), [RuCl2(COD)]n e Fe(CO)3(COD). Il COD è particolarmente importante nella chimica di coordinazione di rodio(I) e iridio(I), come esemplificato dal catalizzatore di Crabtree, [Ir(COD)(PCy3)(py)]+, dal dimero [Rh(COD)Cl]2, e dai complessi planari quadrati [M(COD)2]+ (M = Rh, Ir).

## (E,E)-COD
Esiste anche l'isomero trans-trans del 1,5-cicloottadiene. Il composto (E,E)-COD è fortemente tensionato ed è stato sintetizzato per la prima volta nel 1969 per fotoisomerizzazione del composto cis. Un'altra sintesi successiva consiste in una doppia reazione di eliminazione da un anello di cicloottano. Il composto è stato studiato per possibili utilizzi in click chemistry.

Sintesi di E,E-COD (Stöckmann et al. 2011)

## Sicurezza
Il COD è un composto infiammabile, ed è irritante per la pelle e gli occhi. Può causare reazioni allergiche sulla pelle. Non ci sono dati che indichino proprietà cancerogene.